# Wiktor Majer
Wiktor Majer (ur. 16 maja 1990 w Kant) – kirgiski piłkarz występujący na pozycji obrońcy. Zawodnik klubu SC Wiedenbruck.

## Kariera klubowa
Majer urodził się w Związku Radzieckim, ale w 1991 roku wyemigrował z rodziną do Niemiec. Jako dziecko rozpoczął tam treningi w klubie BW Schinkel. Następnie grał w VfL Osnabrück, a w 2006 roku trafił do juniorów Hamburgera SV. W 2008 roku został włączony do jego rezerw, grających w Regionallidze Nord. Przez trzy lata, rozegrał w nich 31 spotkań.
Następnie Maier grał w Sportfreunde Lotte oraz w rezerwach VfL Osnabrück, a w 2014 roku trafił do SV Meppen (Regionalliga Nord). Grał tam do 2016 roku, a potem odszedł do holenderskiego FC Emmen z Eerste divisie. Od 2017 roku jest zawodnikiem SC Wiedenbruck (Regionalliga West).

## Kariera reprezentacyjna
Majer jako junior grał w reprezentacji Niemiec do lat 16. W 2015 roku został powołany do reprezentacji Kirgistanu. Zadebiutował w niej 11 czerwca 2015 roku w wygranym 3:1 meczu eliminacji Mistrzostw Świata 2018 z Bangladeszem.